# Jan Hackaert
Jan Hackaert (1er février 1628, Amsterdam - 1685, Amsterdam) est un peintre néerlandais du siècle d'or. Il est connu pour ses peintures de paysages.

## Biographie
Il est né en 1628 à Amsterdam et y est baptisé le 1er février 1628. 
Il entreprend un voyage en Allemagne et en Suisse, où il esquisse ou peint de nombreux paysages. Il tente de peindre des mineurs en train de travailler, mais ces derniers portent plainte car ils le prennent pour un espion ou un voleur. 
Son tableau Le lac de Zurich a été très longtemps pris pour un tableau de paysage italianisant, tant ces derniers sont très en vogue au XVIIe siècle.
Il collabore sur quelques œuvres avec de nombreux peintres tels que Nicolas Berchem and Adriaen van de Velde, où il peint les paysages en arrière-plan.
Il meurt en 1685 à Amsterdam.

## Œuvres
- L'avenue de bouleaux (Rijksmuseum, Amsterdam)[2]
- Le lac de Zurich (Rijksmuseum, Amsterdam)[3]
- Paysage montagneux (Rijksmuseum, Amsterdam)[4]
- Paysage avec troupeaux (Musée Bredius, La Haye)[5]
- Chasse au cerf dans une forêt (Musée des beaux-arts de Montréal)
- Départ pour la chasse au faucon, vers 1675 (Musée des beaux-arts de Montréal)
- Vue du château de la Roche Courbon et de ses jardins (Château de la Roche-Courbon, Saint-Porchaire)

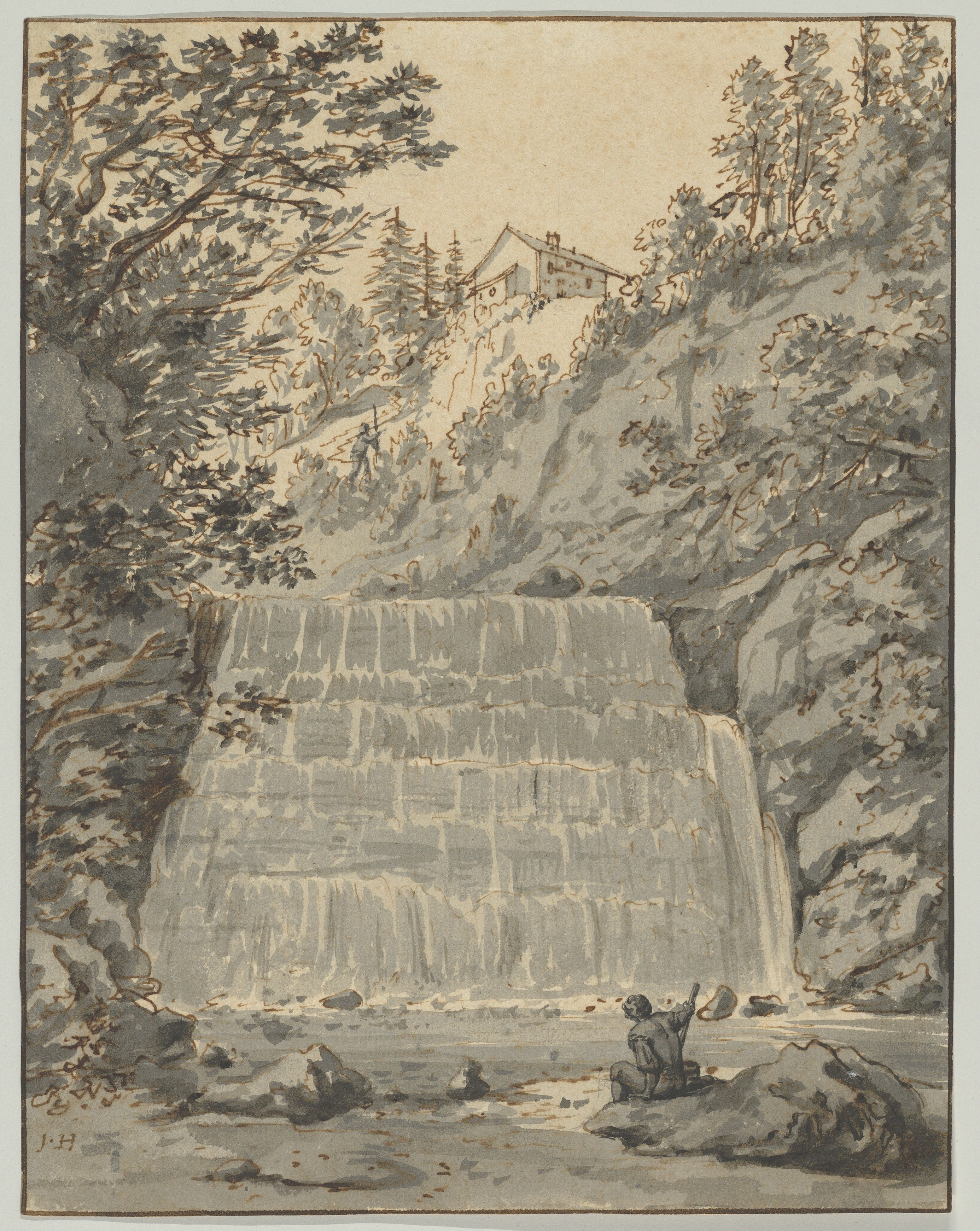
Paysage de cascade en Suisse, Metropolitan Museum of Art (1655).
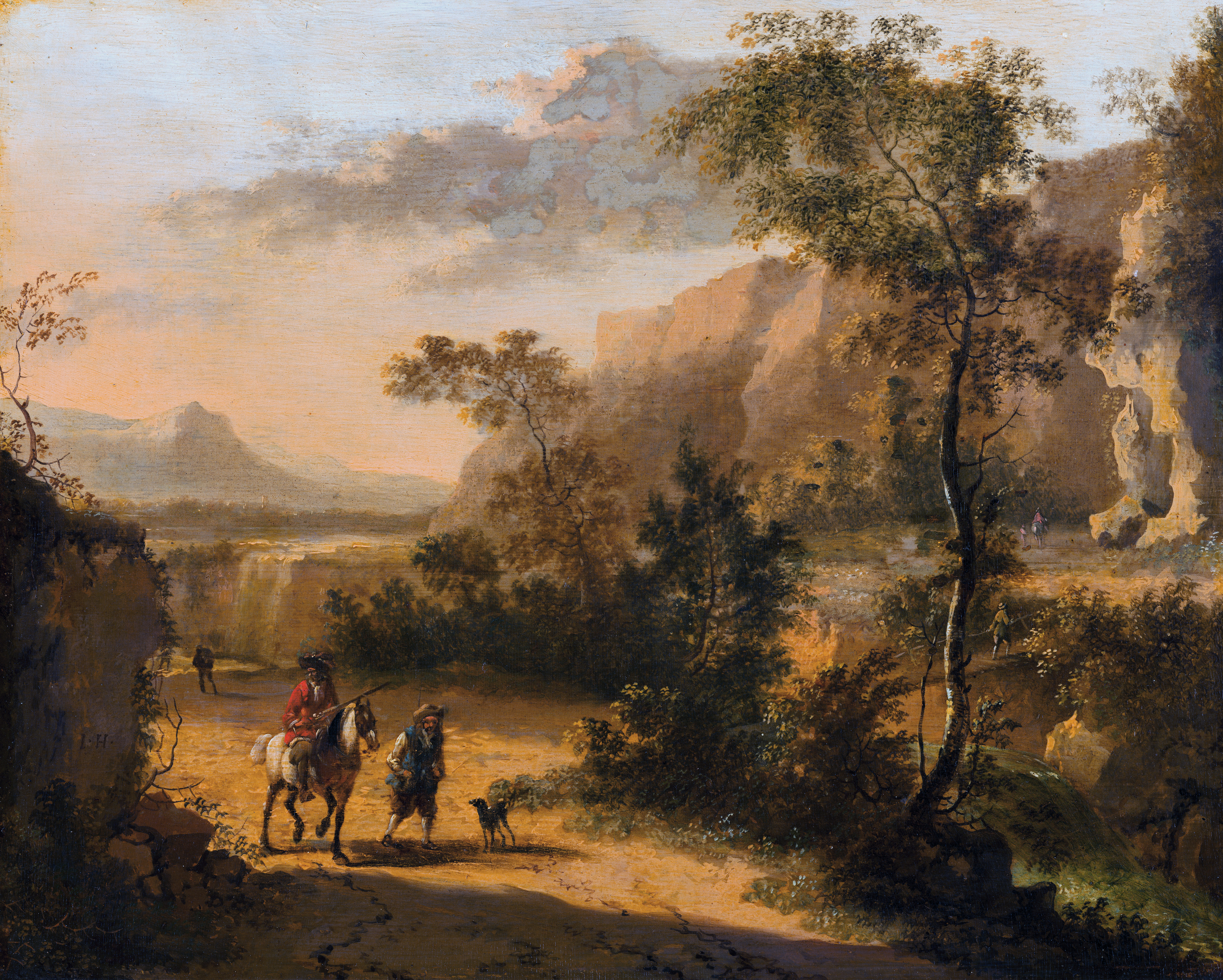
Paysage italien, Mauritshuis (fin du XVIIe siècle).